# Victor Arimondi
Victor Arimondi, född 8 november 1942 i Bologna, Italien, död 24 juli 2001 i San Francisco, USA, var en italiensk-amerikansk fotograf och fotomodell, uppvuxen i Sverige. Han var en tid den mest anlitade manliga mannekäng-fotomodellen i Sverige. Han fotograferade omslag till tidskrifter som Vogue och Harper's Bazaar, samt kända personer som Grace Jones. Han uppmärksammades även för fotografier av androgyna, halvnakna män. Han finns representerad vid Moderna Museet i Stockholm.

## Biografi
Arimondi föddes i Bologna 1942, till en ensamstående mor. Efter andra världskrigets slut lämnade modern honom till ett barnhem, och flyttade till Sverige för att arbeta. Efter något år gifte hon sig, och återvände till Italien för att hämta sin son, nyss sju år fyllda. Arimondi växte upp i Sverige, innan familjen återvände till Italien när han var 14. Efter att ha tagit studentexamen återvände han till Sverige, där han studerade vid Reybekiels konstskola och Stockholms universitet, samt arbetade som brevbärare. 1965 började han arbeta som fotomodell, och inledde därmed en karriär inom den europeiska mode- och konstvärlden. Han var under en tid den mest anlitade manliga mannekäng-fotomodellen i Sverige.
Under 1970-talet köpte Arimondi en kamera, och började studera fotografi. Tidigt började han fotografera och avbilda sina vänner, bland annat Grace Jones. I Stockholm öppnade han en fotostudio, där han fotograferade kända personer från Stockholms scener såväl som androgyna fotografier på halvnakna män. Omkring 1975 ställde han ut fotografier på Galleri Dymling på Sturegatan i Stockholm. Han fick även i uppdrag att fotografera en samling porträtt av Dramatens skådespelare. Vid mitten av 1970-talet upptäcktes hans verk av Bill Como, som då var redaktör för After Dark, en framträdande gaytidning i New York. 1979 flyttade Arimondi därför till New York, och blev amerikansk medborgare 1994.
I New York tog Arimondi bilder till reklamannonser i tidningar som Vogue, Harper's Bazaar och Women's Wear Daily. Han fotograferade även omslag till gaytidningar som The Advocate och Mandate. 1979 fick han även i uppdrag att fotografera till böckerna The Look of Men och The Male Nude. 1981 flyttade han till San Francisco där han öppnade ett galleri, träffade en partner och fortsatte att fotografera. Bland annat skildrade han i sina fotografier under 1980-talet Aids-epidemin, som tog livet av många hans vänner. 2001 avled han själv i sviterna av HIV.
Hans verk finns bland annat representerade vid Moderna Museet i Stockholm.